# Władimir Łomonosow
Władimir Grigorjewicz Łomonosow (ros. Владимир Григорьевич Ломоносов, ur. 20 czerwca 1928 we wsi Michajłowskoje w obwodzie amurskim, zm. 16 listopada 1999 w Moskwie) – radziecki działacz partyjny i państwowy.

## Życiorys
1948-1953 studiował w Moskiewskim Instytucie Stali i Stopów, następnie pracował w moskiewskiej fabryce metalurgicznej "Sierp i Mołot", od 1953 członek KPZR. Od 1954 zastępca sekretarza partyjnego komitetu fabrycznego, 1956 partyjny organizator KC KPZR, 1956-1957 sekretarz partyjnego komitetu fabrycznego. Od 1957 sekretarz, potem II sekretarz, następnie do 1962 I sekretarz Kalinińskiego Komitetu Rejonowego KPZR w Moskwie, od 1962 do października 1964 przewodniczący Środkowoazjatyckiego Biura KC KPZR. Od października 1964 do marca 1965 inspektor Wydziału Organów Partyjnych KC KPZR ds. republik związkowych, od 3 marca 1965 do 1976 II sekretarz KC Komunistycznej Partii Uzbekistanu, od 8 kwietnia 1966 do 2 lipca 1990 członek KC KPZR. Od 17 sierpnia 1976 do 11 kwietnia 1983 przewodniczący Państwowego Komitetu Rady Ministrów ZSRR/Państwowego Komitetu ZSRR ds. pracy i płacy, od kwietnia 1983 do kwietnia 1986 kierownik grupy doradców KC KPZR przy KC Ludowo-Demokratycznej Partii Afganistanu, od kwietnia 1986 do września 1989 zastępca przewodniczącego Wszechzwiązkowej Centralnej Rady Związków Zawodowych, następnie na emeryturze. Deputowany do Rady Najwyższej ZSRR od 7 do 11 kadencji.

## Odznaczenia
- Order Lenina (trzykrotnie)
- Order Rewolucji Październikowej
- Order Czerwonego Sztandaru Pracy (dwukrotnie)
- Order Przyjaźni Narodów